# Saint-Germain-en-Coglès
Saint-Germain-en-Coglès é uma comuna francesa na região administrativa da Bretanha, no departamento Ille-et-Vilaine. Estende-se por uma área de 32,04 km². Em 2010 a comuna tinha 2 084 habitantes (densidade: 65 hab./km²).